# فيرونيكا بورتون
فيرونيكا بورتون (بالإنجليزية: Veronica Burton)‏ هي لاعب كرة مضرب بريطانية، ولدت في 27 يناير 1952 في لندن في المملكة المتحدة.

## وصلات خارجية
- فيرونيكا بورتون على موقع رابطة محترفات التنس (الإنجليزية)
- فيرونيكا بورتون على موقع الاتحاد الدولي لكرة المضرب (الإنجليزية)
- فيرونيكا بورتون على موقع بطولة ويمبلدون (الإنجليزية)
- فيرونيكا بورتون على موقع خلاصة التنس.كوم (الإنجليزية)